# De Cock en de naakte waarheid
 De Cock en de naakte waarheid  is het tweeëntachtigste deel van de Nederlandse detectiveserie De Cock. 

## Hoofdrolspelers
- Het recherchetrio Jurre de Cock, Dick Vledder en Appie Keizer
- Youri van As, wordt vermoord gevonden in een wc-pot van discotheek Love Life aan het  Rembrandtplein
- Esmée Snijders, gewurgd gevonden rond hetzelfde tijdstip in een peeskamertje in de Bloedstraat
- Eddie Noorman, oud-collega van Jurre, nu werkzaam bij de nationale narcotica recherche. Hij praat Jurre bij in het café van Smalle Lowietje
- Roelof Vogels, hoge Amsterdamse gemeenteambtenaar, die door zijn rijke vrouw onlangs buiten de deur is gezet. Bezit de loods met de pillenfabriek

## Plot
Op een zondag komen de moorden op Youri en Esmée op het bordje van De Cock te liggen. Een opgespoorde getuige Tonnie Vinke, evenals de slachtoffers afkomstig uit IJmuiden vertelt spontaan een verhaal dat de twee moordzaken aan elkaar linkt. De Cock geeft hem 10 euro voor de terugreis per trein naar zijn woonplaats. De twee slachtoffers hebben bij elkaar in de klas gezeten in IJmuiden en lijken weer contact te hebben gekregen in Amsterdam. Maar hoe passen Eddie en Roelof in de opgerolde pillenfabriek in Amsterdam-Noord, waar het oorringetje van visser Youri werd gevonden? Dit keer hoeft De Cock geen val op te zetten. Eddie tipt hem dat de loodshuurder met hem wil praten en de twee ruziënde hoofdrolspelers worden met de drie rechercheurs als getuigen simpel ontmaskerd. Terug thuis bij zijn vrouw legt De Cock het nog eens haarfijn uit voor zijn collega’s en de lezers.